# Молодой раджа
Молодой раджа (англ. The Young Rajah) — американская мелодрама режиссёра Фила Розена, вышедшая на экраны в 1922 году.

## Сюжет
Молодой человек, который всю жизнь жил на юге Америки, обнаруживает, что он является индийским принцем, чей трон захватили узурпаторы.

## В ролях
- Рудольф Валентино — Амос Джадд
- Чарлз Огл — Джошуа Джадд
- Фанни Миджли — Сара Джадд
- Джордж Филд — принц Раджанья Пейкпарра Мансинг
- Бертрам Грессби — Магараджа Али Кан
- Джозеф Суикерд — Нарада, мистик
- Уильям Бойд — Стивен Ван Коверт
- Роберт Обер — Гораций Беннетт
- Джек Гиддингс — Остин Слейд-младший
- Ванда Хоули — Молли Кэбот
- Эдвард Джобсон — Джон Кэбот
- Джозеф Макдональд — Амад Бег, премьер-министр